# Вольная борьба на летней Спартакиаде народов СССР 1959
Соревнования по вольной борьбе в рамках II летней Спартакиады народов СССР проходили в Москве с 12 по 15 августа 1959 года. Одновременно турнир имел статус 15-го Чемпионата СССР по вольной борьбе. В соревнованиях участвовало 136 борцов из 17 команд.

## Медалисты
| Весовая категория | Золото                                     | Серебро                                        | Бронза                                         |
| ----------------- | ------------------------------------------ | ---------------------------------------------- | ---------------------------------------------- |
| Наилегчайший вес  | Али Алиев «Урожай» (Махачкала)             | Георгий Саядов «Динамо» (Киев)                 | И. Абдуллаев «Буревестник» (Узбекская ССР)     |
| Легчайший вес     | Владимир Арсенян «Динамо» (Тбилиси)        | Анатолий Тимохин Вооружённые Силы (Москва)     | Юрий Замятин «Буревестник» (Ленинград)         |
| Полулёгкий вес    | Норайр Мушегян «Динамо» (Ереван)           | Юрий Тяньков «Буревестник» (Ленинград)         | Виктор Суринов «Буревестник» (Белорусская ССР) |
| Лёгкий вес        | Владимир Синявский «Локомотив» (Киев)      | Амурхан Балаев Вооружённые Силы (Орджоникидзе) | Анзор Гвимрадзе «Спартак» (Тбилиси)            |
| Полусредний вес   | Михаил Бекмурзов «Спартак» (Нальчик)       | Вахтанг Балавадзе «Буревестник» (Тбилиси)      | Иван Чемичев «Труд» (Ленинград)                |
| Средний вес       | Таузбек Дзахсоров «Спартак» (Орджоникидзе) | Николай Аксенов «Буревестник» (Минск)          | Георгий Схиртладзе «Спартак» (Тбилиси)         |
| Полутяжёлый вес   | Борис Кулаев «Спартак» (Орджоникидзе)      | Борис Гуревич «Динамо» (Киев)                  | Шота Ломидзе Вооружённые Силы (Кишинёв)        |
| Тяжёлый вес       | Савкудз Дзарасов «Спартак» (Орджоникидзе)  | Иван Выхристюк «Динамо» (Киев)                 | Александр Медведь «Буревестник» (Минск)        |